# Hugh Harman
Hugh Harman (31 de agosto de 1903 - 25 de noviembre de 1982) fue un animador, productor y director estadounidense conocido por haber colaborado en la fundación de los estudios de animación Warner Bros. Cartoons y MGM Cartoon Studio junto a su compañero Rudolf Ising.

## Biografía
Harman nació en Pagosa Springs (Colorado). La fecha de su nacimiento varía según la fuente, algunas sostienen que fue en 1903, mientras que otras en 1908. Estudió en Westport High School y posteriormente en el Instituto de Arte de Kansas.
Harman dirigió el cortometraje animado Peace on Earth, el cual estuvo nominado a un premio Óscar en la categoría mejor cortometraje animado en 1939, perdiendo ante The Ugly Duckling de la serie Silly Symphonies. Peace on Earth fue nominado incluso al Premio Nobel de la Paz, pero no aparece en la base de datos de dicho galardón.

## Premios
| Año  | Premio        | Categoría                  | Película          | Resultado |
| ---- | ------------- | -------------------------- | ----------------- | --------- |
| 1976 | Premios Annie | Premio Winsor McCay        |                   | Ganador   |
| 1937 | Premios Óscar | Mejor cortometraje animado | The Old Mill Pond | Candidato |
| 1936 | Premios Óscar | Mejor cortometraje animado | The Calico Dragon | Nominado  |